# La desafortunada vida social de Ethan Green
La desafortunada vida social de Ethan Green (en inglés: The mostly unfabulous social life of Ethan Green) es una película estadounidense de 2005 dirigida por George Bamber y protagonizada por Daniel Letterle. La película está basada en una tira cómica de publicaciones LGBT dibujada por Eric Orner desde 1989.

## Argumento
Ethan Green es un desgraciado en el amor, no por mala suerte, la única razón es que se lo busca. Ethan es incapaz de mantener una relación a largo plazo, pero todos sus exnovios continúan en su vida de una u otra forma, lo que los convierte en piedras en las que volver a tropezar. Su novio: el hétero, su novio: el compañero de piso de su madre, su novio: su mejor amigo.